# Чернский район
Че́рнский райо́н — административно-территориальная единица в Тульской области. В границах района образован одноимённый муниципальный район.
Административный центр — посёлок городского типа (рабочий посёлок) Чернь.

## География
Район расположен на юго-западе Тульской области, граничит с Орловской областью. Площадь 1614 км². Основные реки — Чернь и Снежедь.

## История
Район образован 15 июля 1924 года в составе Чернского уезда Тульской губернии.
В 1926 году уезды были упразднены, район передан в прямое управление Тульской губернии.
В 1929 году в результате упразднения губерний район вошёл в состав Тульского округа Московской области, при этом к нему была присоединена часть Новоникольского района. К началу 1930 года в состав района входили сельсоветы: Акинтьевский, Александровский, Архангельский, Белинский, Больше-Скуратовский, Бредихинский, Булычевский, Белье-Никольский, Воскресенский, Гнило-Ольховецкий, Гуньковский, Дупенский, Дьяковский, Ержинский, Жерловский, Жимаринский, Заводско-Хуторский, Знаменский, Казаринский, Кашарский, Кожинский, Коньковский, Красивский, Краснопольский, Крестовский, Круговской, Липецкий, Липцы-Зыбинский, Лобановский, Луженский, Лунинский, Льговский, Мало-Скуратовский, Михайловский, Никольский, Новогорковский, Новониколаевский, Новопокровский, Орловский-1, Орловский-2, Платицынский, Полтевский, Поповский, Румянцевский, Русинский, Сидоровский, Синдеевский, Старухинский, Стрелецкий, Сукмановский, Тимирязевский, Тишково-Слободский, Троице-Бачуринский, Троицкий, Тургеневский, Тшлыковский, Федоровский, Хитровский, Хуторский, Чермашенский, Черноусовский и Чернский.
21 февраля 1935 года в новый Липицкий район были переданы Акинтьевский, Архангельский, Булычевский, Воскресенский, Гнило-Ольховский, Кашарский, Краснопольский, Липицы-Зыбинский, Луженский, Никольский, Новогорковский, Новониколаевский, Новопокровский, Орловский, Румянцевский, Тишково-Слободский, Троицкий и Хуторский с/с.
26 сентября 1937 года район вошёл в состав вновь образованной Тульской области.
В 1958 году в состав района вошла большая часть территории упраздненного Липицкого района.
В 1963—1964 годах район был упразднён, его территория входила в состав Плавского района.

## Население
| 1959    | 1970    | 1979    | 1989    | 2002    | 2009    | 2010    | 2011    | 2012    |
| ------- | ------- | ------- | ------- | ------- | ------- | ------- | ------- | ------- |
| 38 840  | ↘32 539 | ↘24 850 | ↘22 605 | ↗23 006 | ↘20 579 | ↘20 476 | ↘20 452 | ↘20 248 |
| 2013    | 2014    | 2015    | 2016    | 2017    | 2018    | 2019    | 2020    | 2021    |
| ↗20 337 | ↘20 303 | ↘20 194 | ↘20 115 | ↘19 911 | ↘19 732 | ↘19 521 | ↘19 186 | ↘18 793 |

### Урбанизация
Городское население (посёлок городского типа Чернь) составляет 32,76 % от всего населения района.

### Национальный состав
По итогам переписи населения 2020 года проживали следующие национальности (национальности менее 0,1 % и другое см. в сноске к строке «Другие»):
| Национальность | Численность, чел. | Доля     |
| -------------- | ----------------- | -------- |
| Русские        | 16 935            | 90,11 %  |
| Армяне         | 332               | 1,77 %   |
| Рутульцы       | 197               | 1,05 %   |
| Украинцы       | 116               | 0,62 %   |
| Азербайджанцы  | 86                | 0,46 %   |
| Чеченцы        | 74                | 0,39 %   |
| Татары         | 66                | 0,35 %   |
| Узбеки         | 51                | 0,27 %   |
| Грузины        | 39                | 0,21 %   |
| Таджики        | 38                | 0,20 %   |
| Аварцы         | 35                | 0,19 %   |
| Ногайцы        | 28                | 0,15 %   |
| Молдаване      | 26                | 0,14 %   |
| Лезгины        | 21                | 0,11 %   |
| Другие         | 749               | 3,98 %   |
| Итого          | 18 793            | 100,00 % |

## Территориальное деление
Административно-территориальное устройство
Чернский район в рамках административно-территориального устройства включает 1 посёлок городского типа и 24 сельские администрации:
| №     | Административно-территориальная единица   | Код ОКАТО  | Население 2002 (чел.) | Соответствие сельскому поселению |
| ----- | ----------------------------------------- | ---------- | --------------------- | -------------------------------- |
| 1e-06 | Посёлок городского типа:                  |            |                       |                                  |
| 2e-06 | Чернь                                     | 70 246 551 |                       |                                  |
| 3e-06 | Сельские администрации:                   |            |                       |                                  |
| 1     | Архангельская сельская администрация      | 70 246 802 | 709                   | СП Липицкое                      |
| 2     | Бачуринская сельская администрация        | 70 246 804 | 349                   | СП Тургеневское                  |
| 3     | Большескуратовская сельская администрация | 70 246 808 | 1621                  | СП Тургеневское                  |
| 4     | Вельеникольская сельская администрация    | 70 246 816 | 1043                  | СП Северное                      |
| 5     | Долматовская сельская администрация       | 70 246 820 | 922                   | СП Тургеневское                  |
| 6     | Дьяковская сельская администрация         | 70 246 824 | 291                   | СП Тургеневское                  |
| 7     | Ержинская сельская администрация          | 70 246 828 | 1065                  | СП Липицкое, Тургеневское        |
| 8     | Красивская сельская администрация         | 70 246 836 | 556                   | СП Липицкое, Тургеневское        |
| 9     | Крестовская сельская администрация        | 70 246 840 | 493                   | СП Северное                      |
| 10    | Липицкая сельская администрация           | 70 246 844 | 585                   | СП Липицкое                      |
| 11    | Луженская сельская администрация          | 70 246 846 | 387                   | СП Липицкое                      |
| 12    | Малоскуратовская сельская администрация   | 70 246 848 | 536                   | СП Северное                      |
| 13    | Молчановская сельская администрация       | 70 246 852 | 395                   | СП Липицкое                      |
| 14    | Никольская сельская администрация         | 70 246 856 | 360                   | СП Липицкое                      |
| 15    | Новопокровская сельская администрация     | 70 246 860 | 449                   | СП Липицкое                      |
| 16    | Подгорная сельская администрация          | 70 246 864 | 417                   | СП Северное                      |
| 17    | Полтевская сельская администрация         | 70 246 868 | 516                   | СП Тургеневское                  |
| 18    | Поповская сельская администрация          | 70 246 872 | 2558                  | СП Северное                      |
| 19    | Русинская сельская администрация          | 70 246 876 | 514                   | СП Тургеневское                  |
| 20    | Синегубовская сельская администрация      | 70 246 880 | 385                   | СП Северное                      |
| 21    | Соловьёвская сельская администрация       | 70 246 884 | 467                   | СП Липицкое                      |
| 22    | Спартаковская сельская администрация      | 70 246 888 | 438                   | СП Северное                      |
| 23    | Тургеневская сельская администрация       | 70 246 892 | 414                   | СП Тургеневское                  |
| 24    | Фёдоровская сельская администрация        | 70 246 896 | 653                   | СП Северное                      |

Муниципальное устройство
В муниципальный район, в рамках организации местного самоуправления, входят 4 муниципальных образования, в том числе одно городское и три сельских поселения:
| №        | Муниципальное образование | Административный центр | Количество населённых пунктов | Население | Площадь, км2 |
| -------- | ------------------------- | ---------------------- | ----------------------------- | --------- | ------------ |
| 1e-06    | Городское поселение:      |                        |                               |           |              |
| 1        | рабочий посёлок Чернь     | рабочий посёлок Чернь  | 1                             | ↘6156     | 8,60         |
| 1.000002 | Сельские поселения:       |                        |                               |           |              |
| 2        | Липицкое                  | посёлок Липицы         | 88                            | 3192      | 571,80       |
| 3        | Северное                  | деревня Поповка 1-я    | 78                            | ↗5641     | 544,23       |
| 4        | Тургеневское              | деревня Тургенево      | 101                           | ↘3845     | 489,66       |

В муниципальный район в 2005—2014 годах входили 8 муниципальных образований:
- 2 городских поселения
  - рабочий посёлок Чернь
  - рабочий посёлок Станция Скуратово (включал 4 посёлка: Скуратовский, Ленина 1 , Ленина 2 и Степной)
- и 6 сельских поселений:
  - Большескуратовское — п. Скуратовский (включало 42 населённых пункта)
  - Крестовское — д. Кресты (включало 32 населённых пункта)
  - Кожинское — д. Кожинка (включало 30 населённых пунктов)
  - Липицкое — п. Липицы (включало 59 населённых пунктов)
  - Полтевское — с. Полтево (включало 61 населённый пункт)
  - Поповское — д. Поповка 1-я (включало 42 населённых пункта)

В 2014 году были упразднены сельские поселения: Кожинское (включено в Липицкое), Большескуратовское и Полтевское (объединены в Тургеневское); также сельские поселения Крестовское, Поповское и городское поселение рабочий посёлок Станция Скуратово были объединены в сельское поселение Северное.

## Населённые пункты
В Чернском районе один посёлок городского типа и 267 сельских населённых пунктов.
| №   | Населённый пункт     | Тип             | Население (чел.) | Муниципальное образование | Сельская администрация |
| --- | -------------------- | --------------- | ---------------- | ------------------------- | ---------------------- |
| 1   | Чернь                | рабочий посёлок | ↘6156            | рабочий посёлок Чернь     |                        |
| 2   | Агничное             | деревня         | 0                | Северное                  | Подгорная              |
| 3   | Акинтьево 1          | село            | 0                | Северное                  | Спартаковская          |
| 4   | Акинтьево 2          | село            | 0                | Северное                  | Спартаковская          |
| 5   | Александровка        | деревня         | 13               | Тургеневское              | Долматовская           |
| 6   | Архангельское        | село            | ↘667             | Липицкое                  | Архангельская          |
| 7   | Ачкасово             | деревня         | 0                | Северное                  | Подгорная              |
| 8   | Байденка             | деревня         | 0                | Тургеневское              | Красивская             |
| 9   | Бежин Луг            | деревня         | 22               | Тургеневское              | Тургеневская           |
| 10  | Белино               | деревня         | 49               | Северное                  | Синегубовская          |
| 11  | Богатый              | посёлок         | 34               | Северное                  | Вельеникольская        |
| 12  | Богачевка            | деревня         | 2                | Тургеневское              | Дьяковская             |
| 13  | Богородицкое         | деревня         | 6                | Северное                  | Поповская              |
| 14  | Богородское          | деревня         | 7                | Липицкое                  | Ержинская              |
| 15  | Богослово            | село            | 3                | Тургеневское              | Долматовская           |
| 16  | Большая Рябая        | деревня         | 7                | Тургеневское              | Долматовская           |
| 17  | Большая Сальница     | деревня         | 4                | Тургеневское              | Полтевская             |
| 18  | Большие Борзенки     | деревня         | 0                | Тургеневское              | Русинская              |
| 19  | Большое Кондаурово   | деревня         | 48               | Тургеневское              | Дьяковская             |
| 20  | Большое Скуратово    | село            | ↘346             | Тургеневское              | Большескуратовская     |
| 21  | Большой Конь         | деревня         | 0                | Северное                  | Подгорная              |
| 22  | Бортное              | село            | 12               | Липицкое                  | Красивская             |
| 23  | Бредихино 1-е        | село            | ↘132             | Тургеневское              | Красивская             |
| 24  | Бредихино 2-е        | село            | ↘20              | Тургеневское              | Красивская             |
| 25  | Булычи               | деревня         | 6                | Липицкое                  | Новопокровская         |
| 26  | Бунаково             | деревня         | 0                | Тургеневское              | Красивская             |
| 27  | Васильевское         | деревня         | 15               | Тургеневское              | Тургеневская           |
| 28  | Велевашево           | деревня         | 0                | Тургеневское              | Тургеневская           |
| 29  | Велье-Никольское     | село            | ↘571             | Северное                  | Вельеникольская        |
| 30  | Веселый              | посёлок         | 0                | Липицкое                  | Новопокровская         |
| 31  | Ветрово              | село            | 21               | Тургеневское              | Русинская              |
| 32  | Воропаевский         | посёлок         | ↗265             | Тургеневское              | Большескуратовская     |
| 33  | Воскресеновка        | деревня         | 8                | Северное                  | Подгорная              |
| 34  | Воскресенское        | село            | 20               | Липицкое                  | Новопокровская         |
| 35  | Воскресенское Сельцо | деревня         | 0                | Липицкое                  | Новопокровская         |
| 36  | Выползово            | деревня         | 15               | Северное                  | Вельеникольская        |
| 37  | Выползово            | посёлок станции | 7                | Северное                  | Крестовская            |
| 38  | Высокий              | посёлок         | 0                | Липицкое                  | Новопокровская         |
| 39  | Вязовна              | деревня         | 12               | Тургеневское              | Тургеневская           |
| 40  | Гвоздево             | деревня         | 3                | Тургеневское              | Дьяковская             |
| 41  | Глаголево            | деревня         | 0                | Тургеневское              | Русинская              |
| 42  | Глебово              | деревня         | 9                | Липицкое                  | Молчановская           |
| 43  | Гринево              | деревня         | 23               | Тургеневское              | Долматовская           |
| 44  | Гудаловка            | деревня         | 0                | Липицкое                  | Липицкая               |
| 45  | Гуньково             | деревня         | 14               | Тургеневское              | Большескуратовская     |
| 46  | Дача Рог             | хутор           | 0                | Тургеневское              | Русинская              |
| 47  | Девочкино            | деревня         | 9                | Северное                  | Вельеникольская        |
| 48  | Дмитровка            | деревня         | 6                | Липицкое                  | Новопокровская         |
| 49  | Долматово            | деревня         | ↘342             | Тургеневское              | Долматовская           |
| 50  | Донок                | деревня         | 11               | Липицкое                  | Ержинская              |
| 51  | Дубки                | посёлок         | 7                | Северное                  | Спартаковская          |
| 52  | Дупны                | село            | 0                | Северное                  | Подгорная              |
| 53  | Дьяково              | деревня         | ↘154             | Тургеневское              | Дьяковская             |
| 54  | Ержино               | село            | ↘254             | Липицкое                  | Ержинская              |
| 55  | Ерино                | деревня         | 8                | Северное                  | Синегубовская          |
| 56  | Есино-Гать           | деревня         | 11               | Северное                  | Поповская              |
| 57  | Жерлово-Григорьево   | деревня         | 30               | Тургеневское              | Русинская              |
| 58  | Жерлово-Лукино       | деревня         | 10               | Тургеневское              | Русинская              |
| 59  | Жерлово-Петрово      | деревня         | 13               | Тургеневское              | Русинская              |
| 60  | Живой Ключ           | посёлок         | 4                | Тургеневское              | Русинская              |
| 61  | Жизнь                | посёлок         | ↘347             | Тургеневское              | Русинская              |
| 62  | Заводской            | хутор           | 0                | Тургеневское              | Бачуринская            |
| 63  | Западное             | деревня         | 0                | Северное                  | Поповская              |
| 64  | Заречная             | слобода         | 2                | Липицкое                  | Красивская             |
| 65  | Заречье              | посёлок         | 0                | Липицкое                  | Липицкая               |
| 66  | Зарница              | посёлок         | 9                | Северное                  | Крестовская            |
| 67  | Звезда               | посёлок         | 2                | Северное                  | Крестовская            |
| 68  | Знаменка             | деревня         | 0                | Северное                  | Вельеникольская        |
| 69  | Знаменка 1           | деревня         | 4                | Липицкое                  | Молчановская           |
| 70  | Знаменка 2           | деревня         | 1                | Липицкое                  | Молчановская           |
| 71  | Знаменские Выселки   | деревня         | 3                | Северное                  | Вельеникольская        |
| 72  | Ильинка              | деревня         | ↘92              | Тургеневское              | Большескуратовская     |
| 73  | Каверино             | деревня         | 0                | Тургеневское              | Долматовская           |
| 74  | Калиновка            | деревня         | 9                | Тургеневское              | Долматовская           |
| 75  | Кальна               | деревня         | 18               | Тургеневское              | Русинская              |
| 76  | Каменный Холм        | посёлок         | ↘168             | Тургеневское              | Ержинская              |
| 77  | Каменский            | посёлок         | 0                | Северное                  | Синегубовская          |
| 78  | Каратеево            | деревня         | 20               | Тургеневское              | Полтевская             |
| 79  | Кисарово             | деревня         | 34               | Липицкое                  | Молчановская           |
| 80  | Кисельное            | деревня         | 28               | Липицкое                  | Соловьевская           |
| 81  | Кожинка              | деревня         | ↘299             | Липицкое                  | Ержинская              |
| 82  | Козловка             | деревня         | 0                | Тургеневское              | Полтевская             |
| 83  | Коломенка            | деревня         | 3                | Липицкое                  | Липицкая               |
| 84  | Кондыревка           | деревня         | 25               | Северное                  | Поповская              |
| 85  | Костомарово          | село            | 6                | Тургеневское              | Русинская              |
| 86  | Костомарово-Юдино    | деревня         | 9                | Тургеневское              | Русинская              |
| 87  | Косяковка            | деревня         | 0                | Липицкое                  | Новопокровская         |
| 88  | Красавка             | деревня         | 0                | Липицкое                  | Молчановская           |
| 89  | Красавка             | деревня         | 0                | Липицкое                  | Новопокровская         |
| 90  | Красавка             | деревня         | 0                | Липицкое                  | Соловьевская           |
| 91  | Красивая Поляна      | деревня         | 0                | Липицкое                  | Молчановская           |
| 92  | Красивка             | деревня         | ↗169             | Липицкое                  | Красивская             |
| 93  | Красная Горка        | деревня         | 8                | Липицкое                  | Молчановская           |
| 94  | Красная Горка        | деревня         | 26               | Тургеневское              | Тургеневская           |
| 95  | Красная Звезда       | посёлок         | 2                | Липицкое                  | Луженская              |
| 96  | Красная Нива         | посёлок         | 2                | Тургеневское              | Красивская             |
| 97  | Красная Слободка     | деревня         | 11               | Липицкое                  | Молчановская           |
| 98  | Красное              | деревня         | 2                | Липицкое                  | Молчановская           |
| 99  | Красное Озеро        | деревня         | 2                | Липицкое                  | Никольская             |
| 100 | Красное Тургенево    | деревня         | 30               | Тургеневское              | Тургеневская           |
| 101 | Краснопрудский       | посёлок         | 2                | Тургеневское              | Красивская             |
| 102 | Красные Камушки      | деревня         | 4                | Северное                  | Крестовская            |
| 103 | Красный Конь         | деревня         | 0                | Северное                  | Подгорная              |
| 104 | Красный Октябрь      | посёлок         | 0                | Липицкое                  | Никольская             |
| 105 | Красный Путь         | посёлок         | ↗301             | Липицкое                  | Никольская             |
| 106 | Красный Холм         | посёлок         | ↗145             | Тургеневское              | Тургеневская           |
| 107 | Кресты               | деревня         | ↘326             | Северное                  | Крестовская            |
| 108 | Круглая Поляна       | посёлок         | 0                | Липицкое                  | Ержинская              |
| 109 | Круговая             | деревня         | 7                | Тургеневское              | Тургеневская           |
| 110 | Кудиново             | село            | ↘82              | Тургеневское              | Долматовская           |
| 111 | Кукуевка             | деревня         | 4                | Тургеневское              | Долматовская           |
| 112 | Курбатово            | деревня         | 1                | Липицкое                  | Молчановская           |
| 113 | Лапино               | деревня         | 5                | Тургеневское              | Тургеневская           |
| 114 | Ленина 1             | посёлок         | ↘109             | Северное                  | Поповская              |
| 115 | Ленина 2             | посёлок         | ↗53              | Северное                  | Поповская              |
| 116 | Леонтьево            | деревня         | 35               | Северное                  | Поповская              |
| 117 | Липицы               | посёлок         | ↘451             | Липицкое                  | Липицкая               |
| 118 | Липицы               | село            | 0                | Липицкое                  | Липицкая               |
| 119 | Липицы               | деревня         | 4                | Тургеневское              | Тургеневская           |
| 120 | Липицы-Зыбино        | деревня         | ↘57              | Липицкое                  | Липицкая               |
| 121 | Лобаново             | деревня         | 12               | Тургеневское              | Русинская              |
| 122 | Луговка              | деревня         | 1                | Липицкое                  | Новопокровская         |
| 123 | Лужны                | село            | ↘174             | Липицкое                  | Луженская              |
| 124 | Лунино               | деревня         | 4                | Тургеневское              | Бачуринская            |
| 125 | Лутово               | деревня         | 25               | Липицкое                  | Ержинская              |
| 126 | Льва Толстого        | посёлок         | 8                | Северное                  | Вельеникольская        |
| 127 | Льгово               | деревня         | 5                | Тургеневское              | Долматовская           |
| 128 | Майский              | посёлок         | ↘93              | Северное                  | Федоровская            |
| 129 | Максима Горького     | посёлок         | ↗248             | Северное                  | Поповская              |
| 130 | Малая Рябая          | деревня         | 2                | Тургеневское              | Русинская              |
| 131 | Малая Сальница       | деревня         | 39               | Тургеневское              | Бачуринская            |
| 132 | Малое Кондаурово     | деревня         | 2                | Тургеневское              | Дьяковская             |
| 133 | Малое Скуратово      | село            | ↗548             | Северное                  | Малоскуратовская       |
| 134 | Малое Федулово       | деревня         | 5                | Северное                  | Федоровская            |
| 135 | Малое Шеламово       | деревня         | 0                | Тургеневское              | Бачуринская            |
| 136 | Малый Конь           | деревня         | 0                | Северное                  | Подгорная              |
| 137 | Медведки             | деревня         | 2                | Северное                  | Федоровская            |
| 138 | Медвежка             | деревня         | ↘127             | Тургеневское              | Долматовская           |
| 139 | Миллионная           | слобода         | 0                | Липицкое                  | Красивская             |
| 140 | Михайловка           | деревня         | 42               | Северное                  | Поповская              |
| 141 | Михайловка 1         | деревня         | 5                | Северное                  | Крестовская            |
| 142 | Михайловка 2         | деревня         | 0                | Северное                  | Крестовская            |
| 143 | Михайловский         | посёлок         | 0                | Северное                  | Поповская              |
| 144 | Молчаново Левое      | деревня         | ↘236             | Липицкое                  | Молчановская           |
| 145 | Молчаново Правое     | деревня         | 9                | Липицкое                  | Молчановская           |
| 146 | Мошерово             | деревня         | 20               | Тургеневское              | Дьяковская             |
| 147 | Натаровка            | деревня         | 0                | Тургеневское              | Дьяковская             |
| 148 | Наумовка             | деревня         | 3                | Северное                  | Федоровская            |
| 149 | Николо-Вяземское     | село            | 11               | Тургеневское              | Ержинская              |
| 150 | Никольское           | деревня         | 0                | Липицкое                  | Дьяковская             |
| 151 | Никольское           | деревня         | 0                | Тургеневское              | Никольская             |
| 152 | Никольское-Молчаново | деревня         | 0                | Липицкое                  | Никольская             |
| 153 | Никольское-Тимофеево | деревня         | 0                | Липицкое                  | Никольская             |
| 154 | Новая                | деревня         | 4                | Липицкое                  | Новопокровская         |
| 155 | Новое Никольское     | деревня         | 11               | Липицкое                  | Новопокровская         |
| 156 | Новое Покровское     | село            | ↘237             | Липицкое                  | Новопокровская         |
| 157 | Новоселки            | деревня         | 0                | Липицкое                  | Ержинская              |
| 158 | Новосёлок            | посёлок         | 32               | Тургеневское              | Тургеневская           |
| 159 | Новые Горки 1        | село            | 0                | Липицкое                  | Новопокровская         |
| 160 | Новые Горки 2        | село            | 4                | Липицкое                  | Новопокровская         |
| 161 | Облучье              | посёлок         | 8                | Тургеневское              | Красивская             |
| 162 | Овсянниково          | деревня         | 9                | Тургеневское              | Полтевская             |
| 163 | Озерок               | деревня         | 1                | Липицкое                  | Никольская             |
| 164 | Орлик                | посёлок         | 13               | Липицкое                  | Вельеникольская        |
| 165 | Орлик                | деревня         | 18               | Северное                  | Соловьевская           |
| 166 | Орловка              | деревня         | 14               | Липицкое                  | Никольская             |
| 167 | Орловка              | деревня         | 0                | Северное                  | Федоровская            |
| 168 | Паринцево            | деревня         | 0                | Северное                  | Синегубовская          |
| 169 | Переймы              | деревня         | 0                | Липицкое                  | Никольская             |
| 170 | Петровское           | деревня         | 14               | Липицкое                  | Луженская              |
| 171 | Петровское           | деревня         | 8                | Тургеневское              | Тургеневская           |
| 172 | Пишково              | деревня         | 0                | Липицкое                  | Ержинская              |
| 173 | Пишково-Слобода      | деревня         | 18               | Липицкое                  | Луженская              |
| 174 | Платицино 1-е        | деревня         | 26               | Тургеневское              | Ержинская              |
| 175 | Платицино 2-е        | деревня         | 10               | Тургеневское              | Ержинская              |
| 176 | Подберезово          | деревня         | 5                | Тургеневское              | Красивская             |
| 177 | Подгорный            | посёлок         | ↘346             | Северное                  | Подгорная              |
| 178 | Покровское           | деревня         | 2                | Северное                  | Крестовская            |
| 179 | Ползиково            | деревня         | 13               | Тургеневское              | Долматовская           |
| 180 | Полтево              | село            | ↘407             | Тургеневское              | Полтевская             |
| 181 | Поповка 1-я          | деревня         | 667              | Северное                  | Поповская              |
| 182 | Поповка 2-я          | деревня         | 37               | Северное                  | Поповская              |
| 183 | Прилепы              | деревня         | 0                | Северное                  | Федоровская            |
| 184 | Проходное            | деревня         | 0                | Северное                  | Спартаковская          |
| 185 | Распопово            | деревня         | 17               | Тургеневское              | Бачуринская            |
| 186 | Рассоха              | деревня         | 17               | Липицкое                  | Красивская             |
| 187 | Растопчино           | деревня         | 0                | Северное                  | Вельеникольская        |
| 188 | Революции            | посёлок         | 5                | Тургеневское              | Полтевская             |
| 189 | Репно-Никольское     | село            | 49               | Липицкое                  | Красивская             |
| 190 | Розка                | деревня         | 0                | Липицкое                  | Ержинская              |
| 191 | Русино               | деревня         | 5                | Тургеневское              | Русинская              |
| 192 | Сальница-Слободка    | деревня         | 2                | Тургеневское              | Дьяковская             |
| 193 | Санталово            | деревня         | 5                | Тургеневское              | Дьяковская             |
| 194 | Свободный            | посёлок         | 0                | Липицкое                  | Липицкая               |
| 195 | Свободный            | посёлок         | 6                | Северное                  | Малоскуратовская       |
| 196 | Селезневка           | деревня         | 0                | Липицкое                  | Новопокровская         |
| 197 | Семендяй             | деревня         | 11               | Тургеневское              | Полтевская             |
| 198 | Сидорово             | деревня         | 11               | Тургеневское              | Красивская             |
| 199 | Синегубово 1         | деревня         | ↘37              | Северное                  | Синегубовская          |
| 200 | Синегубово 2         | деревня         | ↗159             | Северное                  | Синегубовская          |
| 201 | Синегубово 3         | деревня         | ↘0               | Северное                  | Синегубовская          |
| 202 | Синюково             | деревня         | 0                | Тургеневское              | Ержинская              |
| 203 | Скуратовский         | посёлок         | ↘306             | Северное                  | Поповская              |
| 204 | Скуратовский         | посёлок         | ↘541             | Тургеневское              | Большескуратовская     |
| 205 | Слободка             | деревня         | 64               | Северное                  | Вельеникольская        |
| 206 | Снежедь              | деревня         | 20               | Тургеневское              | Тургеневская           |
| 207 | Снежедь              | посёлок         | 12               | Тургеневское              | Бачуринская            |
| 208 | Снежедь 1            | деревня         | 18               | Северное                  | Крестовская            |
| 209 | Снежедь 2            | деревня         | 1                | Северное                  | Крестовская            |
| 210 | Соловьёвка           | деревня         | ↘242             | Липицкое                  | Соловьевская           |
| 211 | Сомовка              | деревня         | 2                | Липицкое                  | Новопокровская         |
| 212 | Сосновка             | деревня         | 16               | Северное                  | Крестовская            |
| 213 | Спартак              | посёлок         | ↗410             | Северное                  | Спартаковская          |
| 214 | Спасское             | деревня         | 8                | Липицкое                  | Молчановская           |
| 215 | Спасское             | село            | 21               | Тургеневское              | Красивская             |
| 216 | Спасское-Кривцово    | деревня         | 17               | Липицкое                  | Молчановская           |
| 217 | Спасское-Шлыково     | деревня         | 0                | Липицкое                  | Молчановская           |
| 218 | Средняя              | деревня         | 0                | Липицкое                  | Новопокровская         |
| 219 | Станция Скуратово    | посёлок         | ↘1095            | Северное                  | Поповская              |
| 220 | Старухино            | село            | 17               | Тургеневское              | Долматовская           |
| 221 | Старые Горки 1       | деревня         | 0                | Северное                  | Спартаковская          |
| 222 | Старые Горки 2       | деревня         | 0                | Северное                  | Спартаковская          |
| 223 | Стекольная Слободка  | село            | 26               | Тургеневское              | Тургеневская           |
| 224 | Степной              | посёлок         | ↘428             | Северное                  | Федоровская            |
| 225 | Степные Выселки      | деревня         | 8                | Северное                  | Поповская              |
| 226 | Сторожевое           | деревня         | 34               | Липицкое                  | Луженская              |
| 227 | Стреличка            | деревня         | 2                | Липицкое                  | Соловьевская           |
| 228 | Сукманово 1          | деревня         | 5                | Северное                  | Подгорная              |
| 229 | Сукманово 2          | деревня         | 5                | Северное                  | Подгорная              |
| 230 | Сукманово 3          | деревня         | 4                | Северное                  | Подгорная              |
| 231 | Сукмановские Выселки | деревня         | 0                | Северное                  | Подгорная              |
| 232 | Сухотиновка          | деревня         | 2                | Тургеневское              | Тургеневская           |
| 233 | Тёмное               | деревня         | 8                | Северное                  | Вельеникольская        |
| 234 | Тимирязево           | деревня         | 4                | Липицкое                  | Ержинская              |
| 235 | Толстовский          | посёлок         | 0                | Липицкое                  | Ержинская              |
| 236 | Троицкий             | посёлок         | 78               | Липицкое                  | Соловьевская           |
| 237 | Троицкое-Бачурино    | село            | ↘207             | Тургеневское              | Бачуринская            |
| 238 | Тросна               | деревня         | 8                | Липицкое                  | Новопокровская         |
| 239 | Тургенево            | деревня         | ↘31              | Липицкое                  | Липицкая               |
| 240 | Тургенево            | деревня         | ↘37              | Тургеневское              | Тургеневская           |
| 241 | Тшлыково             | село            | 19               | Тургеневское              | Бачуринская            |
| 242 | Уготь                | деревня         | 3                | Липицкое                  | Красивская             |
| 243 | Успенское            | село            | 18               | Липицкое                  | Луженская              |
| 244 | Федоровка            | деревня         | 10               | Северное                  | Федоровская            |
| 245 | Филатьево            | деревня         | 82               | Тургеневское              | Большескуратовская     |
| 246 | Хитрово              | деревня         | 12               | Северное                  | Крестовская            |
| 247 | Хмелевая             | деревня         | 0                | Тургеневское              | Большескуратовская     |
| 248 | Хмелины              | село            | 49               | Тургеневское              | Долматовская           |
| 249 | Хрущи                | посёлок         | 29               | Тургеневское              | Большескуратовская     |
| 250 | Цветной              | хутор           | 1                | Тургеневское              | Русинская              |
| 251 | Чаплыгино            | деревня         | 0                | Тургеневское              | Дьяковская             |
| 252 | Черемисино           | деревня         | 3                | Тургеневское              | Тургеневская           |
| 253 | Черемушки            | деревня         | 7                | Тургеневское              | Русинская              |
| 254 | Черенок              | деревня         | 0                | Липицкое                  | Липицкая               |
| 255 | Черноусово           | село            | 5                | Липицкое                  | Красивская             |
| 256 | Чернь                | посёлок станции | 60               | Тургеневское              | Большескуратовская     |
| 257 | Чигиринка            | деревня         | 0                | Липицкое                  | Никольская             |
| 258 | Шагаев               | хутор           | 4                | Липицкое                  | Архангельская          |
| 259 | Шаталово             | деревня         | 0                | Липицкое                  | Ержинская              |
| 260 | Шоссе                | посёлок         | 0                | Северное                  | Поповская              |
| 261 | Шушмино              | село            | 20               | Тургеневское              | Долматовская           |
| 262 | Щетинино 1           | деревня         | 2                | Северное                  | Синегубовская          |
| 263 | Щетинино 2           | деревня         | 2                | Северное                  | Синегубовская          |
| 264 | Щетинино 3           | деревня         | 1                | Северное                  | Синегубовская          |
| 265 | Южный                | посёлок         | ↘34              | Липицкое                  | Ержинская              |
| 266 | Юрово                | деревня         | 14               | Липицкое                  | Соловьевская           |
| 267 | Ясное Утро           | посёлок         | 4                | Тургеневское              | Русинская              |
| 268 | Ясный Уголок         | посёлок         | 0                | Тургеневское              | Красивская             |

Упразднённые населённые пункты:
- 1986 год — посёлок Ленинский Ержинского сельсовета, посёлок Сборный Новопокровского сельсовета, посёлок Дачный Никольского сельсовета, село Алексеевское Федоровского сельсовета, село Шеламово Русинского сельсовета, деревня Назарьево Дьяковского сельсовета, деревня Красный Клин Липицкого сельсовета, деревни Казарино, Хомяковка и Дмитровка Малоскуратовского сельсовета, деревня Румянцево-Правое, село Румянцево-Левое Соловьевского сельсовета, деревни Акинтьево 3-е и Краснополье Спартаковского сельсовета[39]

- 2013 год — посёлок Украинец, деревни Бруски и Нагаево-Карбоньер присоединены к селу Архангельское[40].
- Село Знаменское

## Транспорт
Через район проходят «Московская железная дорога» и Федеральная автомобильная дорога М-2 «Крым», дорога республиканского значения «Чернь—Ефремов», от которой отходят дороги областного значения.

## Культура
Каждый год в конце июня проходит литературно-песенный праздник «Тургеневское лето», посвящённый И. С. Тургеневу и приуроченный ко дню рождения писателя. C 2003 он получил статус Всероссийского.

## Достопримечательности
Исторически эти места на подступах к Москве были владениями ряда значительных дворянских семей, среди них Толстые, Тургеневы и др.

### Толстовские места
- Никольское-Вяземское — родовое имение Толстых, расположено в южной части района и в 100 км от Ясной Поляны. Лев Николаевич Толстой владел имением в селе с 1860 по 1892 год. Здесь писатель часто бывал с семьёй, занимался хозяйственной и литературной деятельностью. Люди, природа окрестных мест запечатлены Толстым в произведениях «Война и мир», «Анна Каренина», «Вредный воздух», «Голод или не голод». С 1892 г. имением владел С. Л. Толстой, старший сын писателя. В 1980-х годах на основе подлинного фундамента в Никольском по инициативе рабочих и руководства Тульского машиностроительного завода был возведен дом-музей семьи Толстых (открыт 6 сентября 1986 года). Созданы условия для проживания туристов[42]. Установлен памятник Льву Толстому. У въезда в усадьбу находится беседка и мемориальный знак — раскрытая книга с барельефом писателя. Сохранилась березовая роща, посаженная Львом Толстым. В 1999 г. усадьба была передана яснополянскому музею в качестве филиала.
- Покровское — небольшая деревня в 10 км северо-западнее пгт. Чернь, в 80 км от Ясной Поляны. Покровское было одним из родовых имений разветвлённого рода Толстых и в конце XVIII в. принадлежало двоюродному дяде писателя П. И. Толстому. За его сына Валериана Петровича в 1847 году вышла замуж родная сестра писателя Мария Николаевна. У неё часто гостили Лев Толстой и Иван Тургенев. Иван Сергеевич Тургенев посвятил Марии Николаевне свою повесть «Фауст». В Покровском сохранился дом Толстых, который в 2001 году был приобретён музеем-усадьбой «Ясная Поляна» в качестве филиала[43].
- Деревня Гриневка — бывшая усадьба сына Л. Н. Толстого, Ильи Львовича. Деревня находится в 7 км от Никольского-Вяземского. Писатель часто бывал здесь по делам организации столовых для крестьян в голодный 1898 г. Сохранились липовые аллеи толстовского парка, яблоневый сад, пруд.

### Тургеневские места
- Тургенево — имение отца писателя И. С. Тургенева. Писатель часто бывал в усадьбе в разные годы. Особенно продолжительно его пребывание в селе Тургенево летом 1850. Тургенев охотился в окрестностях имения, собирал материал для будущих произведений. В Тургенево были созданы самые поэтические рассказы из «Записок охотника» : «Певцы» и «Бежин луг». До настоящего времени здесь сохранились парк, церковь, каретный сарай, здание бумажной фабрики (филиал Чернского краеведческого музея).
- Бежин луг, увековеченный И. С. Тургеневым в одноимённом рассказе, находится в Полтевском сельском поселении в 3 км от села Тургенево. С 1983 стал традиционным литературно-песенный праздник на Бежином лугу и у деревни Колотовка.
- Туристско-рекреационный ландшафтный парк Бежин луг XXI век. Парк расположен около самого Бежина луга, в деревне Каратеево. Парк — музей живой природы, где собраны растения со всей территории России и высажены в виде лабиринта «Лес межнационального единства». Первый в России ландшафтный парк, в котором собрано более 20 тысяч растений, в том числе занесённых в Красную книгу.

### Чернь
- В Черни располагается символ края — скульптурный памятник «И. С. Тургенев и Л. Н. Толстой» (авторы И. Студеникин, П. Шимес).
- Чернь является родиной Н. А. Вознесенского, академика, экономиста, председателя Госплана СССР. С 1983 г. в доме Н. А. Вознесенского располагается Чернский историко-краеведческий музей.[44] Филиалы музея — усадебный комплекс в Тургенево и автомузей в д. Черноусово.

### Другие памятные места
- Хитрово и Белино — села, в которых размещались усадьбы Дельвигов, родителей Антона Антоновича Дельвига, поэта, лицейского друга А. С. Пушкина. Антон Дельвиг не раз бывал в Чернском крае в гостях у родителей и братьев. В Хитрово приезжали Л. Н. Толстой и И. С. Тургенев. Имение Дельвигов в Хитрово — памятник истории и культуры XIX в. Расположен на берегу р. Снежедь, которая плавно огибает усадьбу, образуя зелёный полуостров. В своё время здесь были сад и оранжерея, бахча и цветники, хозяйственные постройки. Дом небольшой, с мезонином. Сохранились остатки парка.
- Большое Скуратово (ранее Журавино) — родина известного полярного мореплавателя, участника Великой Северной экспедиции XVIII века А. И. Скуратова. После выхода в отставку Алексей Скуратов поселился в своем имении и построил в селе храм Рождества Пресвятой Богородицы, сохранившийся до наших дней. В этом же селе родился писатель-народник Н. В. Успенский.
- На ст. Скуратово родился писатель-баталист И. В. Сотников. На станции организован вокзал-музей «Железная дорога и Чернский край».
- Велье-Никольское в 1615 году принадлежало боярину, князю И. В. Голицыну, затем перешло к помещикам Мининым. В XIX в. это имение приобрёл журналист и издатель А. С. Суворин. Проживая в Петербурге, он часто приезжал сюда отдыхать. Сохранились сад, парк, пруды, часть помещичьего дома.
- Сальница-Слободка (Сальницы) — родина историка И. Ф. Афремова (1794—1866), автора «Исторического обозрения Тульской губернии». В своей усадьбе Афремов занимался астрономическими наблюдениями. Здесь сохранились остатки липовых аллей парка и пруд.
- Деревня Кобылинка — родовое имение А. В. Сухово-Кобылина

### Объекты исторического и культурного наследия
- Городище, V—IX вв. н. э. северо-восточнее д. Плотицыно
- Городище Синюково, начало I тысячелетия н. э., V—VII вв., XI—XIII вв — севернее деревни Синюково
- Курганная группа, VIII—X вв. н. э. 1,5 км северо-западнее д. Шлыково[45]
- Архангельское. Церковь Михаила Архангела
- Большое Скуратово. Церковь Рождества Пресвятой Богородицы
- Бредихино. Церковь Смоленской иконы Божией Матери
- Воскресенское. Церковь Воскресения Христова
- Знаменка 1-а (Знаменское на Зуше, Кузьменки). Церковь иконы Божией Матери «Знамение»
- Знаменское (Девочкино), урочище. Церковь Спаса Преображения
- Лужны. Церковь Успения Пресвятой Богородицы
- Малое Скуратово. Церковь Александра Невского
- Николо-Вяземское. Церковь Успения Пресвятой Богородицы
- ст. Скуратово. Часовня Воздвижения Креста Господня
- Спасское. Церковь Спаса Преображения
- Троицкое-Бачурино. Церковь Троицы Живоначальной
- Тургенево. Церковь Введения во храм Пресвятой Богородицы
- Тшлыково. Церковь Тихвинской иконы Божией Матери
- Чернь. Церковь Покрова Пресвятой Богородицы